# Лене Єнссен
Лене Єнссен (норв. Lene Jenssen; 22 квітня 1957) — норвезька плавчиня.
Учасниця Олімпійських Ігор 1976 року.
Призерка Чемпіонату світу з водних видів спорту 1978 року.